# Герб на Китайската народна република
Гербът на Народна република Китай (от хералдическа гледна точка – емблема) представлява окръжност, на която са изобразени Портала „Тиенанмън“, който е вход към Забранения град откъм площад „Тиенанмън“ в Пекин, а над тях – петте звезди от националното знаме, които символизират единството на китайския народ; всичко на червен фон. Според мнозина петте звезди всъщност представляват петте основни етноса в страната, а според други – петте социални класи в Китайската народна република. Официално гербът на Китай „повтаря елементите от националното знаме“. Тези елементи са описани така:
| „                   | ...Червеният цвят на знамето символизира революцията, а златния цвят на петте звезди – златистите брилянтни лъчи, разпростиращи се по необятната червена земя. Четирите по-малки звезди, обкръжаващи голямата, представляват единството на китайския народ, осъществено под ръководството на Китайската комунистическа партия. | “ |
| China Yearbook 2004 | |   |

Окръжността е обкръжена от житни класове, които символизират маоистката философия за селскостопанска революция. Най-отдолу под окръжността, където се събират двата снопа, има изобразено зъбчато колело, представляващо работническата класа.
Всички елементи от герба символизират революционните стремежи на китайския народ още от времето на Четвъртомайското движение, а така също и на единството на пролетариата и постигнатите му успехи след основаването на Народна република Китай.
Гербът на НРК е дело на Лян Съчън, известен китайски архитект, и е одобрен след провеждането на конкурс за държавен герб още при образуването на Народната република. Личи ясната прилика на китайския държавен символ с герба на СССР. Окончателно е утвърден на 20 септември 1950 от Централното народно правителство.